# 1028
| Calendário gregoriano                                                        | 1028 MXXVIII                                         |
| Ab urbe condita                                                              | 1781                                                 |
| Calendário arménio                                                           | 477 – 478                                            |
| Calendário bahá'í                                                            | -816 – -815                                          |
| Calendário budista                                                           | 1572                                                 |
| Calendário chinês                                                            | 3724 – 3725 Início a 30 de janeiro (aproximadamente) |
| Calendário copta                                                             | 744 – 745                                            |
| Calendário etíope                                                            | 1020 – 1021                                          |
| Calendários hindus - Vikram Samvat - Calendário nacional indiano - Cáli Iuga | 1083 – 1084 949 – 950 4128 – 4129                    |
| Calendário Holoceno                                                          | 11028                                                |
| Calendário islâmico                                                          | 419 – 420                                            |
| Calendário judaico                                                           | 4788 – 4789                                          |
| Calendário persa                                                             | 406 – 407                                            |
| Calendário rúnico                                                            | 1278                                                 |
| Calendário solar tailandês                                                   | 1571                                                 |

1028 (MXXVIII, na numeração romana) foi um ano bissexto do século XI do Calendário Juliano, da Era de Cristo, e as suas letras dominicais foram G e F (52 semanas), teve início a uma segunda-feira e terminou a uma terça-feira.
No território que viria a ser o reino de Portugal estava em vigor a Era de César que já contava 1066 anos.
| Ano completo                            |
| --------------------------------------- |
| Ano bissexto com início à segunda-feira |

## Eventos
- Sucede a Afonso V, morto durante o cerco de Viseu, o seu filho Bermudo III, sob tutela navarra.
- Mendo Nunes recebe o título de 6º conde de Portucale estendendo-se o seu governo até 1050.
- Afonso V de Leão faz cerco a Viseu e é morto por uma flecha.
- Bermudo III de Leão é coroado Rei de Leão.

## Mortes
•  11 de maio - Landrico I de Nevers, conde de Nevers.

## agosto
- 7 de Agosto - Afonso V de Leão e Castela morre durante o cerco a Viseu, sucede-lhe seu filho Bermudo III, sob tutela de Navarra.